# Yeniçağ
Yeniçağ (titre officiel en turc : Türkiye'de Yeniçağ, « La nouvelle ère en Turquie ») est un quotidien turc ultranationaliste et antisémite fondé en 2002, qui a un tirage de 54.668 exemplaires. Il compte parmi ses nombreux éditorialistes Rauf Denktaş, l'ancien président de la Chypre du Nord.
Yeniçağ fait souvent référence dans ses articles aux Protocole des Sages de Sion et autres théories du « complot juif » en relation avec la Turquie
.
Selon le journal turc Taraf, Yeniçağ aurait reçu une somme de 120 000 euros d'une branche allemande de l'organisation putschiste clandestine Ergenekon
Fin 2008, Yeniçağ a été accusé par un journaliste turc d'extrême gauche en exil en Belgique depuis 1971, Doğan Özgüden, d'avoir implicitement appelé ses lecteurs à le lyncher, en le comparant avec un autre journaliste turc, Ali Kemal, dont le quotidien rappelait au passage qu'il avait été lynché en 1922 pour avoir critiqué Mustafa Kemal Atatürk. Özgüden avait relaté et condamné sur son site Info-Türk  la lecture par l'ambassadeur turc en Belgique Fuat Tanlay de poèmes virulemment nationalistes et faisant l'apologie de l'épuration ethnique des Grecs et des Arméniens par la République de Turquie, ce lors de la « journée d'Atatürk ». À la suite de ces menaces, ce journaliste a reçu une protection policière accordée par le ministère belge de l'Intérieur,,.

## Sources
1. ↑  à ne pas confondre avec l'hebdomadaire homonyme nord-chypriote fondé en 1990, qui est l'organe du parti progressiste YKP (New Cyprus Party (en))
2. ↑  The Stephen Roth Institute for the Study of Contemporary Antisemitism and Racism, Turkey (2004 Report, 2005 Report, 2006 Report), Country Reports, université de Tel Aviv
3. ↑  Taraf: "A Coup Is Near", Ebru News-CHA, 10 juin 2008
4. ↑  Le ministre turc a fait des éloges de la déportation des Grecs et Arméniens, Info-Türk, 11 novembre 2008
5. ↑  Daily Yeniçağ Attacks Journalist For An Award, Bia News center (Istanbul), 26 novembre 2008
6. ↑  Un journaliste d'origine turque sous protection après des menaces, Belga, 11 décembre 2008